# さすらいの英雄
「さすらいの英雄」（さすらいのえいゆう）は、1980年3月21日にCBS・ソニーから発売された川﨑麻世の11枚目のシングル。

## 概要
日清食品「日清焼そばU.F.O.」（1980年〜1981年）のCMソング。

## 収録曲
全曲作詞：麻生香太郎／作曲：芳野藤丸／編曲：松井忠重
1. さすらいの英雄
2. 鏡の中の美少年